# Garrett Weber-Gale
Garrett Weber-Gale (né le 6 août 1985 à Stevens Point dans le Wisconsin) est un nageur américain en activité spécialiste des épreuves de sprint en nage libre. En 2008, il devient champion olympique du relais 4 × 100 m nage libre à Pékin.

## Biographie
Garrett Weber-Gale commence à s'illustrer en 2002 en atteignant la finale du 100 m nage libre lors de l'US Open. Dès l'année suivante, il dispute ses premiers Championnats des États-Unis en grand bassin. Début 2004, le nageur signe un premier record du monde en carrière avec ses coéquipiers de l'Université du Texas en établissant le meilleur temps de l'histoire sur 4 × 100 m quatre nages en petit bassin. Plus tard dans l'année, il dispute sans succès les sélections olympiques américaines. Il manque néanmoins de très peu une sélection dans le relais 4 × 100 m nage libre en terminant septième de la finale du 100 m nage libre. Plus tard, le nageur remporte le titre national du 100 m lors des championnats d'été. En 2005, il obtient une place de remplaçant dans le relais 4 × 100 m nage libre disputant les Championnats du monde organisés à Montréal. Weber-Gale nage les séries éliminatoires mais pas la finale dans laquelle le relais américain est sacré champion du monde. En 2006, il remporte le titre du 100 yards nage libre aux championnats NCAA. En 2007, il est de nouveau sélectionné pour les Championnats du monde en qualité de remplaçant dans le relais 4 × 100 m nage libre, une équipe titrée championne du monde par la suite en finale.
En 2008, Weber-Gale se révèle en nageant un 100 m en 48,50 secondes lors d'un meeting organisé à Texas. Le nageur améliore également son record personnel sur 50 m en 21,93 secondes. Lors des sélections olympiques organisées à Omaha, Garrett Weber-Gale obtient sa sélection à la fois sur 50 et sur 100 m nage libre pour les Jeux olympiques d'été de 2008. Sur 50 mètres, le nageur signe la troisième performance de l'histoire en 21,47 secondes et remporte le titre national devant son compatriote Ben Wildman-Tobriner. Sur 100 m, le nageur réalise en 47,78 secondes dès les séries éliminatoires soit plus de sept dixièmes de secondes plus rapide que son ancien record personnel. Il devient à cette occasion le premier nageur américain à descendre sous les 48 secondes sur 100 m nage libre. En finale, il n'améliore pas son meilleur temps mais obtient tout de même sa sélection pour les Jeux olympiques en prenant la seconde place de la course derrière Jason Lezak, nouveau détenteur du record national en 47,58 secondes.
Le relais se déroule dès le début des compétitions olympiques. Qualifié en finale grâce à un nouveau record du monde, le quatuor américain titularisé en finale est composé, outre Weber-Gale, de Michael Phelps, Cullen Jones et Jason Lezak. Premier relayeur, Phelps lance Weber-Gale en seconde position derrière l'équipe australienne. Il parvient à replacer son relais en tête qui, à la lutte avec les Français jusqu'au terme de la course, remporte finalement le titre olympique, record du monde à la clé en 3 minutes et 8,24 secondes. Sur le 100 m individuel, il ne connaît la même réussite puisqu'il est sorti dès les demi-finales avec le dixième temps global.
L'année suivante, il ne réussit pas à se qualifier individuellement pour disputer les Championnats du monde prévus à Rome. Lors des Championnats nationaux, il échoue en effet par deux fois à la troisième place sur 50 et 100 m nage libre. Cette dernière performance le qualifie toutefois pour le relais 4 × 100 m nage libre.

## Palmarès

### Jeux olympiques

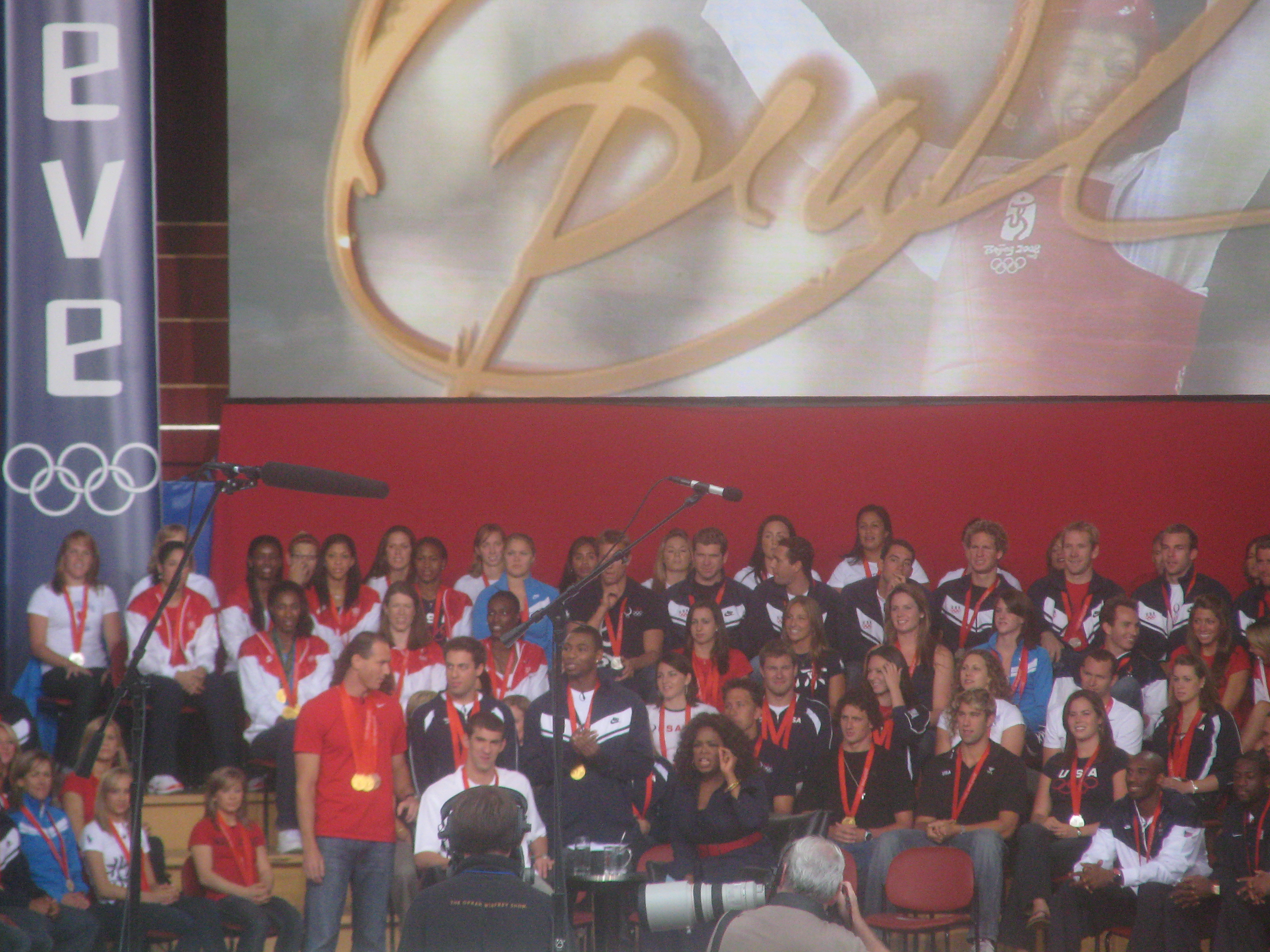
L'équipe américaine du 4 × 100 mètres invitée dans une émission d'Oprah Winfrey.

- Jeux olympiques de 2008 à Pékin (Chine) :
  -  Médaille d'or au relais 4 × 100 m nage libre.

### Championnats du monde
En grand bassin
- Championnats du monde 2011 à Shanghai (Chine) : 
  -  Médaille de bronze au titre du relais 4 × 100 m nage libre.

En petit bassin
- Championnats du monde 2010 à Dubaï (Émirats arabes unis) :
  -  Médaille d'or au titre du relais 4 × 100 m quatre nages.
  -  Médaille d'argent au titre du relais 4 × 200 m nage libre.

## Records

### Records personnels
Ces tableaux détaillent les records personnels de Garrett Weber-Gale en grand bassin au 15 juillet 2009.
| Épreuve          | Temps   | Compétition                               | Lieu              | Date       |
| 50 m nage libre  | 21 s 47 | Sélections olympiques américaines de 2008 | Omaha, États-Unis | 05/07/2008 |
| 100 m nage libre | 47 s 78 | Sélections olympiques américaines de 2008 | Omaha, États-Unis | 02/07/2008 |